# Kilifi
Kilifi es una ciudad de la Provincia Costera (Kenia). Su playa Boja es considerada la mejor del país y tiene unas ruinas de Mnarani. Su población era de 30.394 habitantes en 1999.

## Historia
Del sultanato que fue quedan importantes ruinas con una gran mezquita y varias tumbas sobre todo en Mnarani la principal de las poblaciones. En el cementerio hay 11 inscripciones en naskhi datadas en el siglo XV. La zona fue excavada en 1954 por J. S. Kirleman.
Kilifi fue un sultanato independiente fundado a fines del siglo XIV hacia 1389. El sultán recibió a un embajador otomano (el general Amir Ali que había ido a Mombasa) en 1586 y en 1589 se unió a los otomanos contra los portugueses.
La destrucción de Kilifi, en 1592, se produjo por la guerra con Malindi que ya duraba hacía años; Malindi y locales descontentos aliados a los portugueses, destruyeron el sultanato. Este incluía la población actual, y las de Kioni, Kitoba y Mnarani. Después del 1592 el sultanato desapareció pero las poblaciones fueron reconstruidas y subsistieron unos años más; en 1612 se retiró a Kilifi el sultán al-Hasan ibn Ahmad de Mombasa, para protestar contra las exacciones del capitán portugués de Mombasa, pero durante el siglo XVII fueron destruidas por los oromo o gallo. En 1833 el capitán W. Owen la encontró en ruinas.